# Svenska alfabetet
Svenska alfabetet är en variant av det moderna latinska alfabetet. Det består av 29 bokstäver varav 26 är det latinska alfabetets grundbokstäver och tre är latinska bokstäver modifierade med diakritiska tecken (Å, Ä och Ö).
| Versaler ("stora bokstäver") |   |   |   |   |   |   |   |   |   |   |   |   |   |   |   |   |   |   |   |   |   |   |   |   |   |   |   |   |
| A                            | B | C | D | E | F | G | H | I | J | K | L | M | N | O | P | Q | R | S | T | U | V | W | X | Y | Z | Å | Ä | Ö |
| Gemener ("små bokstäver")    |   |   |   |   |   |   |   |   |   |   |   |   |   |   |   |   |   |   |   |   |   |   |   |   |   |   |   |   |
| a                            | b | c | d | e | f | g | h | i | j | k | l | m | n | o | p | q | r | s | t | u | v | w | x | y | z | å | ä | ö |

## Om bokstäverna

### Uttal
Fem av bokstäverna har inte ett eget uttal: C uttalas som K eller S, W uttalas som V, Q uttalas som K, X uttalas som KS och Z uttalas som S.

### Användning
Bokstaven Q användes efter stavningsreformen 1906 i princip inte för något annat än vissa efternamn som Lindquist och utländska geografiska namn som Qatar, men numera finns det 18 ord som börjar på Q i Svenska Akademiens ordlista. Detta beror på nya lånord så som qigong, queer och quorn. 
Alla övriga bokstäver A-Ö används i ordförrådet.

## Utökning av alfabetet
W ansågs allmänt som en variant av V fram till 2006 då Svenska Akademien i den trettonde upplagan av Svenska Akademiens ordlista över svenska språket började sortera W som enskild bokstav. 
W är ett av de minst använda tecknen, men har börjat bli populärare på grund av de engelska lånorden såsom till exempel webb/webben och watt. 
Språkrådet anser att bokstäverna V och W bör behandlas som en och samma bokstav vid namnsortering. Anledningen är att man inte kan höra om ett namn stavas med W eller V och detsamma gäller även vissa ord.

## Bokstäver med särskildadiakritiska tecken
Tecknen som À, É och Ü ses som varianter av A, E och Y trots att de används i svenska ord och är egna bokstäver i andra språk. Norska/danska Ø ser lite annorlunda ut men är samma bokstav som Ö, precis som Æ är samma bokstav som Ä.
Diakritiska tecken utelämnas ofta i stavningen av icke-svenska traditionella namn. I den av rådet utgivna publikationen Svenska skrivregler (Språkrådet och Liber 2008) ges rekommendationer för hur man skriver och utformar texter. Av dessa framgår att diakritiska tecken så långt som möjligt bör återges.